# 20135 Juels
20135 Juels è un asteroide della fascia principale. Scoperto nel 1996, presenta un'orbita caratterizzata da un semiasse maggiore pari a 3,0889252 UA e da un'eccentricità di 0,1377428, inclinata di 0,89881° rispetto all'eclittica.
L'asteroide è dedicato all'astronomo statunitense Charles W. Juels.